# Contre-manifestation

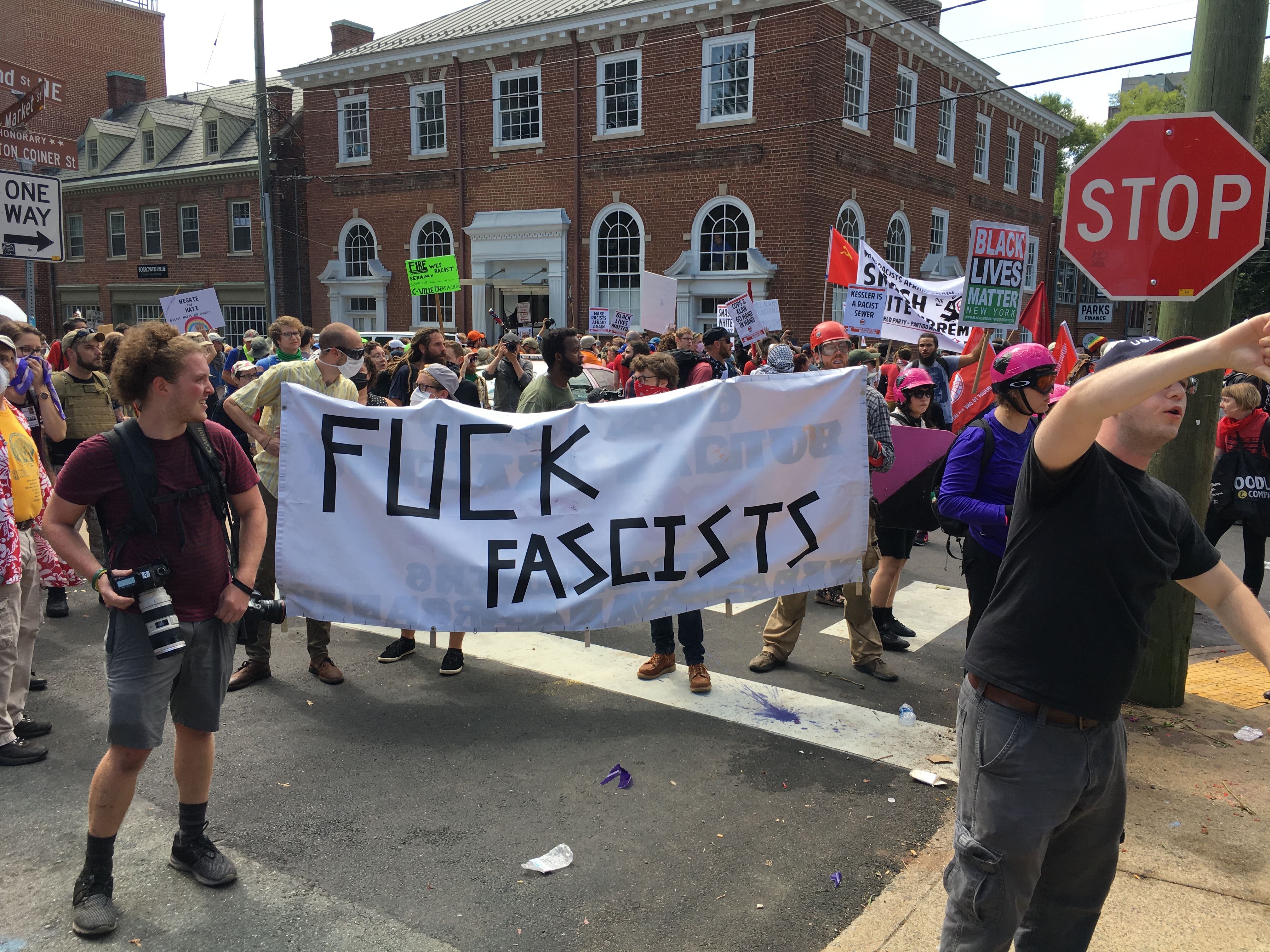
Contre-manifestation à Charlottesville, 2017.

Une contre-manifestation est une action de protestation qui a lieu à proximité d'une manifestation idéologiquement opposée. Les objectifs des contre-manifestations peuvent aller de la simple expression d'une opposition à l'objectif de l'autre manifestation à la recherche active d'une perturbation de l'autre manifestation par un conflit de nature non violente ou violente, en passant par la volonté d'attirer l'attention des médias sur la cause des contre-manifestants.
Dans de nombreux pays où les manifestations sont autorisées, les forces de l'ordre ont pour priorité de maintenir les manifestants rivaux aussi loin les uns des autres que possible afin d'éviter tout contact physique, et les litiges juridiques portent souvent sur la question de savoir si les groupes rivaux possèdent des autorisations pour se rassembler et se réunir à courte distance les uns des autres. Souvent, les rassemblements peuvent être infiltrés par des manifestants rivaux à des fins de distraction, de perturbation ou simplement pour poser des questions embarrassantes aux leaders du rassemblement ou pour faire de l'humour ou se moquer des manifestants. Les réactions des manifestants aux contre-manifestants sont parfois violentes et conflictuelles.
Dans certains pays, les gouvernements parrainent des contre-manifestants qui manifestent contre les personnalités et les membres de l'opposition.

## Exemples

### Cuba
À Cuba, diverses organisations gérées par l'État organisent de violents rassemblements progouvernementaux appelés mitines de repudio (réunions de répudiation, souvent parrainées par les Comités de défense de la révolution) contre des groupes manifestant contre le gouvernement tels que les Dames en blanc.

### Royaume-Uni
Depuis la Seconde Guerre mondiale, les manifestations fascistes, racistes ou antireligieuses sont souvent accueillies par des groupes antiracistes ou antifascistes, dont plusieurs sont alignés sur le Parti travailliste. Les contre-manifestations se sont intensifiées à l'encontre des organisations anti-islamistes ou antimusulmanes depuis les attentats du 11 septembre 2001 aux États-Unis.

### États-Unis

#### Contre-manifestations en faveur de la guerre
Après l'annonce de l'invasion de l'Irak par les États-Unis en 2003, les manifestations antiguerre se sont heurtées aux contre-manifestations de groupes proguerre et socialement conservateurs tel que le Protest Warrior (en).

#### Contre-manifestations en appui à la réforme des soins de santé
Après le lancement par Barack Obama d'une initiative en faveur de la réforme des soins de santé, les manifestations organisées par les membres du Tea Party (en) contre le gouvernement et les membres du Congrès ont donné lieu à des contre-manifestations de la part de militants progressistes/libéraux et de syndicalistes.

#### Contre-protestations contre l'Église baptiste de Westboro
La Westboro Baptist Church, qui a acquis une certaine notoriété en protestant contre l'homosexualité dans divers lieux et événements auxquels elle n'était pas invitée, a fait l'objet de diverses contre-manifestations, notamment de la part de lycéens et d'étudiants lorsque les membres de l'église sont venus manifester sur leurs campus.